# Мид, Эмили
Э́мили Мид (англ. Emily Meade, род. 10 января 1989, Нью-Йорк) — американская актриса.

## Карьера
В 1997 году Мид победила на итальянском конкурсе детской песни Zecchino d’Oro в номинации «Лучшая песня не на итальянском языке».
Кино
В 2010 году она исполнила одну из ролей в фильме «Забери мою душу» с Максом Тириотом режиссёра Уэса Крэйвена. В том же году она сыграла подростка-наркоманку в фильме «Двенадцать». В 2013 году Мид появилась на экранах в независимой драме «Синяя птица». В 2016 году вышел фильм «Нерв» с Эммой Робертс и Дэйвом Франко, где также сыграла Мид.
Телевидение
В 2011 году Мид сыграла Эллу Данэм в финальном эпизоде третьего сезона научно-фантастического телесериала Fox «Грань». Первой главной ролью для Мид на телевидении стала Эйми в первом сезоне драматического телесериала HBO «Оставленные».
В 2015 году Мид получила одну из основных ролей в телесериале HBO «Двойка».

## Фильмография

### Кино
| Год  | Название на русском             | Название на английском                   | Роль                 | Примечания |
| ---- | ------------------------------- | ---------------------------------------- | -------------------- | ---------- |
| 2006 |                                 | The House Is Burning                     | Энн                  |            |
| 2008 | Убийство школьного президента   | Assassination of a High School President | Тиффани Эшвуд        |            |
| 2010 | Двенадцать                      | Twelve                                   | Джессика Брэйсон     |            |
| 2010 | Горящие пальмы                  | Burning Palms                            | Хлоя Маркс           |            |
| 2010 | Забери мою душу                 | My Soul to Take                          | Лия «Фенг» Хеллерман |            |
| 2011 | Краснобаи                       | Silver Tongues                           | Рэйчел               |            |
| 2011 | Что скрывает ложь               | Trespass                                 | Кендра               |            |
| 2011 | Бедная богатая девочка          | Young Adult                              | официантка           |            |
| 2012 | Лунатики                        | Sleepwalk with Me                        | Саманта              |            |
| 2012 | Тысяча грехов                   | Adventures in the Sin Bin                | Сьюзи                |            |
| 2012 | Спасибо за обмен                | Thanks for Sharing                       | Бекки                |            |
| 2013 | Синяя птица                     | Bluebird                                 | Пола                 |            |
| 2013 | Подари мне убежище              | Gimme Shelter                            | Кассандра            |            |
| 2014 | Этот неловкий момент            | That Awkward Moment                      | Кристи               |            |
| 2014 | Гэбриэл                         | Gabriel                                  | Элис                 |            |
| 2015 | Я, он, она                      | Me Him Her                               | Габи                 |            |
| 2015 | Чарли, Тревор и девушка Саванна | Charlie, Trevor and a Girl Savannah      | Саванна              |            |
| 2016 | Финансовый монстр               | Money Monster                            | Молли                |            |
| 2016 | Нерв                            | Nerve                                    | Сидни Слоан          |            |
| 2018 | Испытание огнем                 | Trial by Fire                            | Стэйси Виллингем     |            |

### Телевидение
| Год       | Название на русском                 | Название на английском            | Роль                       | Примечания                     |
| --------- | ----------------------------------- | --------------------------------- | -------------------------- | ------------------------------ |
| 2008      | Закон и порядок: Специальный корпус | Law & Order: Special Victims Unit | Анна                       | Streetwise                     |
| 2009      |                                     | Back                              | Шэннон Майлс               | ТВ фильм                       |
| 2010      | Закон и порядок                     | Law & Order                       | Бонни Джонс / Аманда Эванс | Steel-Eyed Death               |
| 2010      | Подпольная империя                  | Boardwalk Empire                  | Перл                       | Anastasia, Nights in Ballygran |
| 2011      | Закон и порядок: Специальный корпус | Law & Order: Special Victims Unit | Корин Стаффорд             | Bully                          |
| 2011      | Грань                               | Fringe                            | Элла Данэм                 | The Day We Died                |
| 2013      | Конный полицейский                  | Trooper                           | Элоиз                      | ТВ фильм                       |
| 2014      | Оставленные                         | The Leftovers                     | Эйми                       | Главная роль; 6 эпизодов       |
| 2016      | Брод-Сити                           | Broad City                        | Максанн                    | Two Chainz                     |
| 2016      | В объятиях смерти                   | Mother, May I Sleep with Danger?  | Перл                       | ТВ фильм                       |
| 2017—2019 | Двойка                              | The Deuce                         | Лори                       | Основной состав; 25 эпизодов   |